# 전승빈
전승빈(1986년 3월 15일 ~ )은 대한민국의 배우이다.

## 생애
1986년 3월 15일 경기도 부천시에서 출생한 그는 2006년 연극 《천생연분》으로 데뷔하였다.
2016년 5월 5일 2년의 열애 끝에 배우 홍인영과 결혼했으나 2020년 4월 이혼하였고, 2020년 5월 22일 MBC 아침 드라마 《나쁜 사랑》 종영 후 8개월의 열애 끝에 2021년 1월 12일 가수 출신 배우 심은진과 혼인 신고로 부부의 연을 맺었으며 혼인신고 1년만인 2022년 9월 24일 뒤늦은 결혼식을 올리고 정식 부부가 되었다.

## 학력
- 2007년 ~ 경희대학교 연극영화과 휴학

## 출연 작품

### 드라마
- 2008년 SBS 저녁 일일연속극 《애자 언니 민자》
- 2009년 KBS2 대하드라마 《천추태후》 ... 지채문 역
- 2010년 KBS1 대하드라마 《자유인 이회영》 ... 이규서 역
- 2010년 KBS1 대하드라마 《근초고왕》 ... 사기 역
- 2011년 KBS2 아침 일일연속극 《두근두근 달콤》
- 2012년 KBS1 대하드라마 《대왕의 꿈》 ... 김인문 역
- 2014년 KBS2 TV소설 《일편단심 민들레》 ... 차용수 역
- 2015년 KBS1 대하드라마 《징비록》 ... 송희립 역
- 2019년 JTBC 금토 드라마 《보좌관 - 세상을 움직이는 사람들》 ... 김종욱 역
- 2019년 JTBC 금토 드라마 《보좌관 2 - 세상을 움직이는 사람들》 ... 김종욱 역
- 2019년 ~ 2020년 MBC 아침 일일연속극 《나쁜 사랑》 ... 최호진 역
- 2020년 MBC 수목 미니시리즈 《나를 사랑한 스파이》 ... 피터 역
- 2021년 KBS2 주말연속극 《신사와 아가씨》 ... 진상구 역 (본작의 진 최종 보스)
- 2022년 SBS 금토 드라마 《어게인 마이 라이프》
- 2024년 KBS2 저녁 일일연속극 《스캔들》 ... 나현우/민현우 역 (이 드라마의 메인 남주인공)

### 시트콤
| 연도 | 방송사  | 제목                          | 역할 | 비고 |
| ---- | ------- | ----------------------------- | ---- | ---- |
| 2007 | KBS 2TV | 일일 시트콤 《못말리는 결혼》 |      |      |

### 영화
| 연도 | 제목                  | 역할   | 감독   | 비고 |
| ---- | --------------------- | ------ | ------ | ---- |
| 2018 | 《돌아와요 부산항애》 | 형사 1 | 박희준 |      |

### 연극
| 연도 | 제목                 | 역할 | 기간 | 비고 |
| ---- | -------------------- | ---- | ---- | ---- |
| 2006 | 《천생연분》         |      |      |      |
| 2007 | 《인연》             |      |      |      |
| 2008 | 《죽은 시인의 사회》 |      |      |      |
| 2009 | 《청혼》             |      |      |      |
| 2009 | 《인연》             |      |      |      |

## 가족 관계
- 배우자 : 심은진 (1981년 2월 6일 ~ )